# Leunabrücke
Die Leunabrücke ist eine in Frankfurt am Main bei Mainkilometer 24,310 über den Main führende Straßenbrücke. Sie verbindet die beiden Stadtteile  Höchst und Schwanheim miteinander, wobei die  zuführende Straße auf beiden Seiten Leunastraße heißt. Der Bau einer „[…] Brücke über den Main in genügender Breite für Straßenbahnen, Auto- und Fuhrwerks-Großverkehr sowie Fußgängerverkehr […]“ an dieser Stelle war bereits bei der Eingemeindung der Stadt Höchst 1928 vertraglich zugesichert worden, erfolgte jedoch erst über 60 Jahre später.
Nach ihrem Bau 1994 war die zweispurige Spannbetonbrücke bis 2007 lediglich die Zufahrt zu einem auf Schwanheimer Gebiet gelegenen Parkplatz für Mitarbeiter des Industrieparks Höchst (Das Gebiet südwestlich des Schwanheimer Brückenkopfes ist heute Industriegebiet und wird zusammen mit seinem auf Höchster Seite gegenüberliegendem, älteren Teil als Industriepark Höchst bezeichnet). Die Brücke hieß daher im Volksmund auch „So-Da“-Brücke, da sie einfach nur „so da“ stand. Die Anbindungsstraße in Richtung Schwanheim-Zentrum bzw. Frankfurter Flughafen wurde bei der Errichtung der Brücke wegen politischer Auseinandersetzungen um das Projekt nicht gebaut, da sie durch Teile des Naturschutzgebietes Schwanheimer Düne laufen sollte.
Später wurde allerdings ein Plan mit einer leicht modifizierten Streckenführung genehmigt, die die Brücke an die Bundesstraße 40a auf der Schwanheimer Mainseite anbinden sollte. Der Baubeginn der teilweise durch einen Tunnel geführten Straße war am 18. September 2006, am 12. Oktober 2007 erfolgte die Verkehrsübergabe.
Die Verkehrsplaner erwarten ein tägliches Verkehrsaufkommen von ca. 15.000 Fahrzeugen. Weitere Planungen sehen eine Führung der Regionaltangente West über die Brücke vor. Eine 380 Meter lange Anbindung der Straße an den Schwanheimer Knoten und damit den Flughafen wird zwar weiter diskutiert, ist aber vorerst nicht geplant (Stand Okt. 2007).
Durch den Straßenneubau soll der bisherige Durchgangsverkehr von und nach Nied und Griesheim aus der Höchster Innenstadt ferngehalten werden. In diesem Zusammenhang wurden gleichzeitig mit der Eröffnung der Straße die Ampelschaltungen in Höchst verändert, um die bisher von der Leunastraße durch die Emmerich-Josef-Straße und die Bolongarostraße Richtung Nied verlaufenden Verkehrsströme auf die neue Straße zu leiten. Eine Verkehrszählung im Sommer 2008 ergab allerdings, dass die Umgehung nur wenig angenommen wird, so dass der Dalbergplatz weiterhin einer starken Verkehrsbelastung ausgesetzt ist.
Seit 2003 wurde die Brücke bereits in das Netz des öffentlichen Nahverkehrs eingebunden, anfangs verlief die Strecke über den Parkplatz des Industrieparks. Die Buslinie 58 bietet eine regelmäßige Anbindung Höchsts an das Terminal 1 des Flughafens. Südlich des Mains führt die Strecke über eine für den öffentlichen Verkehr nicht freigegebene Privatstraße des Industrieparks.
Mit dem Bau der Leunabrücke sollte die Mainfähre Höchst gänzlich einstellt werden. Nach Protesten der Bevölkerung entschied man sich jedoch, anstelle der bisherigen Autofähre wenigstens eine Fähre für Fußgänger und Radfahrer weiterhin zu betreiben. 